# Distrikt Santa Ana (La Convención)
Der Distrikt Santa Ana liegt in der Provinz La Convención der Region Cusco in Südzentral-Peru. Der im Jahr 1825 gegründete Distrikt hat eine Fläche 392 km². Beim Zensus 2017 lebten 30.862 Einwohner im Distrikt. Im Jahr 1993 betrug die Einwohnerzahl 32.703, im Jahr 2007 33.230. Verwaltungssitz ist die 3580 m hoch gelegene Stadt Quillabamba mit 26.288 Einwohnern (Stand 2017).

## Geographische Lage
Der Distrikt liegt im Süden der Provinz La Convención, etwa 110 km nordwestlich der Regionshauptstadt Cusco. Die vergletscherte Gebirgskette Cordillera Vilcabamba verläuft südlich des Distrikts. Der Fluss Río Urubamba durchquert den östlichen Teil des Distrikts in nördlicher Richtung. Die Längsausdehnung in SW-NO-Richtung beträgt 33 km, die maximale Breite etwa 18 km. Der niedrigste Punkt im Distrikt liegt auf etwa 950 m, der höchste auf über 4000 m Höhe.